# Jean Urruty (écrivain)
Pour les articles homonymes, voir Urruty et Jean Urruty (homonymie).
Œuvres principales
- Le voyage de Baudelaire aux Mascareignes (1968)

Jean Urruty est un écrivain et critique littéraire mauricien né le 6 septembre 1904 à Rose-Hill, île Maurice, alors partie intégrante de l'Empire britannique et mort le 11 janvier 1983 à Doncaster, Royaume-Uni.
Jean Urruty a fait ses études au Collège Royal de Curepipe où il enseigna quelque temps les lettres. Il occupa pendant plusieurs années des responsabilités au sein du Cercle Littéraire de Port-Louis.
Il mena également une carrière de journaliste et contribua entre autres à la revue L’Essor dans laquelle il publia en 1935-36 une série de dix articles sur La Poésie franco-canadienne. Il entretint par ailleurs une correspondance abondante avec nombre d'écrivains francophones à travers le monde, dont Léopold Sedar Senghor.

## Œuvres
Jean Urruty est reconnu comme le premier écrivain ayant développé une lecture critique typiquement mauricienne sur les œuvres de son pays et les œuvres s'y rapportant, comme notamment celle de Charles Baudelaire.
Ses écrits lui ont valu la reconnaissance de ses pairs à travers l'attribution en 1949 du Prix Jean-Blaise de la Société des gens de lettres et du Prix des Mascareignes en 1970.
Son livre le plus important, Le voyage de Baudelaire aux Mascareignes (1968), a été réédité en 2007 à l'occasion du cent cinquantenaire des Fleurs du Mal.
Ses ouvrages parmi les plus répandus sont les suivants :
- Jean Urruty, Le voyage de Baudelaire aux Mascareignes, Port-Louis (Maurice), 1968, 158 p.
  - Jean Urruty, Le voyage de Baudelaire aux Mascareignes, Port-Louis (Maurice), Éditions Vizavi (réédition), 29 décembre 2007, 158 p. (ISBN 9789990337525)
- Jean Urruty et Paul-Jean Toulet, Le Mauricien Toulet, 1969, 200 p.
- Jean Urruty, Poètes mauriciens ... : E. Le Breton, A.-M. Vigoureux de Kermorvan, E. Michel, A. Legallant, etc., vol. 3, Royal printing, 1973, 16 p.